# Crawley Town
Crawley Town (offiziell: Crawley Town Football Club) – auch bekannt als Red Devils oder The Reds – ist ein englischer Fußballverein aus der in West Sussex gelegenen Stadt Crawley. Nach seiner Gründung im Jahr 1896 spielte der Klub lange in Amateur- und Semiprofiligen, bis er sich nach dem Gewinn der Fünftligameisterschaft im Jahr 2011 erstmals in seiner Geschichte für den Spielbetrieb der Football League – namentlich für die viertklassige Football League Two – qualifizierte. Die Mannschaft trägt ihre Heimspiele seit 1997 im 6.134 Zuschauer fassenden Broadfield Stadium aus.

## Geschichte

### Gründungsjahre und Southern League (1896–2004)
Nach der Gründung 1896 spielte Crawley Town fünf Jahre lang in der West Sussex League, bevor es den Klub in die Mid Sussex League verschlug. Bereits im zweiten Jahr gewann man dort den ersten Titel in der Vereinsgeschichte und ein knappes halbes Jahrhundert verblieben die Red Devils in dieser Liga, bevor 1951 der Schritt in die Sussex County League folgte. Weitere fünf Jahre später wechselte Crawley Town in die Metropolitan League, die gleichsam Profi- und Amateurvereinen offenstand, und gewann diese 1959 – noch als Amateurklub; erst drei Jahre später folgte der offizielle Profistatus.
Ab 1963 war Crawley Town dann in der Southern League vertreten und spielte in den folgenden 20 Jahren zumeist in der zweitklassigen Division One bzw. in deren Südklasse ab 1971. Einzige Ausnahme und bis dato größter Erfolg war in der Saison 1969/70 die Teilnahme in der Premier Division der Southern League, aus der Crawley Town aber postwendend wieder abstieg. Erst mit dem Gewinn der Vizemeisterschaft unter Trainer John Maggs in der Spielzeit 1983/84 leitete der Verein eine deutliche sportliche Weiterentwicklung in der Premier Division ein. Dort verbrachte der Klub die nächsten 20 Jahre und auch im nationalen FA Cup machte er erstmals in der Saison 1991/92 mit dem erstmaligen Erreichen der dritten Hauptrunde und einem Sieg gegen den Drittligisten Northampton Town auf sich aufmerksam. Obwohl sich dort der Lokalrivale Brighton & Hove Albion bei der 0:5-Niederlage als eine Nummer zu groß erwies, hatten mehr als 18.000 Zuschauer diesem ersten Großereignis beigewohnt.
Nächster Meilenstein war im Mai 1997 das letzte Spiel im Stadion Town Mead, das dem Verein seit 1949 als Heimspielstätte gedient hatte. Der Verein bezog dafür das neue Broadfield Stadium. Eine nächste Zäsur erfolgte 1999, als die Regentschaft von Maggs, der dem Verein mehr als 30 Jahre als Torhüter, Trainer und Präsident gedient hatte, endete. Das Ende war überschattet von einem zweimonatigen Insolvenzverfahren, aus dem Crawley Town jedoch mit dem neuen Eigentümer John Duly finanziell etwas gesundet herauskam. Unter dem jungen, neuen Trainer Francis Vines, der ab Januar 2003 die Verantwortung übernahm, ging es dann auch sportlich aufwärts und zum Ende der Saison 2003/04 gewannen die „Reds“ mit zwölf Punkten Abstand die Meisterschaft. Dies wiederum stellte auch den Aufstieg in die fünftklassige Conference National sicher.

### Die ersten Jahre in der Conference National (2004–2007)
In einer respektablen ersten Saison 2004/05 war Crawley Town das beste ausschließlich mit Teilzeitprofis bestückte Team der Conference National und als „Mannschaft der Stunde“, die auch zum ersten Mal in der Vereinsgeschichte live im nationalen Fernsehen gezeigt wurde, kämpfte man lange gar um einen Play-off-Platz zum Aufstieg in die Football League Two. Zum Ende ließen jedoch die Leistungen deutlich nach und der Klub endete auf dem zwölften Rang. Mit dem Einstieg des neuen Eigentümers SA Group 2005 führte Crawley Town das Vollzeitprofitum ein, was sich aber sportlich wenig auswirkte, denn der Klub fand sich schnell im Abstiegskampf wieder. Im November 2005 löste daraufhin der ehemalige Chelsea-Spieler und -Trainer John Hollins Vines ab und trotz großer finanzieller Schwierigkeiten, die im März 2006 zu einer 50%igen Gehaltskürzung bei allen Spielern und Trainern sowie zum Abgang einer Reihe von Schlüsselspielern führte, gelang mit einer Serie von fünf Siegen im April 2006 der Klassenerhalt. Dennoch befand sich der Klub knapp zwei Monate später kurz vor dem Aus, da eine Liquiditätslücke von 1,4 Millionen Pfund nicht geschlossen werden konnte. Nach zwei gescheiterten Kompromissvorschlägen der SA Group bot die Insolvenzverwaltung den Verein zum Verkauf an, bevor schließlich ein drittes Angebot, das eine Schuldenbegleichung zur Hälfte beinhaltete, von den Gläubigern akzeptiert wurde. So ging Crawley Town mit einem „blauen Auge“ und lediglich dem für diese Fälle vorgeschriebenen 10-Punkte-Minus in die neue Saison 2006/07, das binnen einer Woche mit drei Siegen nahezu komplett kompensiert wurde. Zwar konnte die Aufbruchstimmung nicht aufrechterhalten werden, wodurch auch Hollins seinen Trainerjob verlor, aber unter einem Interimstrio, wozu neben Kotrainer John Yems auch die Spieler Ben Judge und David Woozley gehörten, beendete die Mannschaft die Saison auf Rang 18.

### Aufbruch und Aufstieg (seit 2007)
Der vormalige Vizepräsident Victor Marley übernahm im Mai 2007 den Vereinsvorsitz und verpflichtete mit Steve Evans und seinem Assistenten Paul Raynor ein erfolgreiches Trainerduo, das fünf Jahre zuvor Boston United in die Football League geführt hatte. Mit einem der kleinsten Budgets in der Liga und einer weiteren 6-Punkte-Strafe gelang mit Platz 15 ein erster Achtungserfolg und mit der vollständigen Erfüllung der Verpflichtungen aus dem Insolvenzverfahren war Crawley Town erstmals nach langer Zeit wieder gesund aufgestellt.
Dies zog mit der Prospect Estates Holdings Limited einen neuen Investoren an, der im April 2008 mit Hilfe von John Duly die Kontrolle des Vereins übernahm. Unter der Führung des ehemaligen Vereinsdirektoren Bruce Winfield und der Geschäftsfrau Susan Carter konsolidierte sich der Klub weiter und Winfield verkündete im Oktober 2009, das die Saison 2009/10 schuldenfrei abgeschlossen werden könne, nachdem man noch Verbindlichkeiten in Höhe von 500.000 Pfund „geerbt“ hatte. Winfield und Carter erlangten im Juli 2010 die Mehrheit der Vereinsanteile und tätigten fortan weitgehende Investitionen in die Mannschaft, die bereits in der Spielzeit 2009/10 einen siebten Platz belegt hatte. In den nun folgenden neun Monaten fanden 23 neue Spieler den Weg zu Crawley Town, das schnell zu den Aufstiegsaspiranten gezählt wurde. Dazu kam mit dem Erreichen der fünften Hauptrunde im FA Cup ein weiterer Erfolg, der mit einem nur knapp verlorenen Spiel gegen Manchester United in Old Trafford (0:1) seinen Höhepunkt fand. Am 9. April 2011 stellte Crawley Town mit einem 3:0 gegen den FC Tamworth den Aufstieg in die Football League Two sicher und am Ende der Saison 2010/11 stand mit 105 Punkten ein Rekord in der Football Conference zu Buche. Winfield selbst erlebte diesen Erfolg nicht mehr mit, da er drei Tage nach einem wichtigen Sieg gegen den Konkurrenten AFC Wimbledon im März 2011 an Krebs gestorben war.
In der folgenden Saison 2011/12 stieg Crawley Town als Dritter direkt in die League One auf, in der die Mannschaft die Folgesaison auf Platz 10 abschloss. Auch die Saison 2013/14 endete auf Platz 14. Im folgenden Jahr legte die Mannschaft um Trainer Gregory nach einem moderaten Saisonstart eine Negativserie hin, die den letzten Platz am 27. Spieltag zur Folge hatte. Eine 1:2-Niederlage am letzten Spieltag gegen den direkten Konkurrenten Coventry City bedeutete die Rückkehr in die vierte Liga.
Hier konnte Crawley in den Folgejahren keine Erfolge erzielen und platzierte sich die nächsten acht Jahre nie besser als Platz 12, in der Saison 2022/23 hielt man als 22. nur knapp die Klasse. In der Folgesaison 2023/24 wurde man Siebter und setzte sich in den Aufstiegs-Play-offs zunächst im Halbfinale mit 8:1 in der Addition gegen die Milton Keynes Dons durch und stieg anschließend durch einen 2:0-Finalsieg über Crewe Alexandra vor 33.000 Zuschauern im Londoner Wembley-Stadion in die EFL League One auf.

## Kader der Saison 2024/25
Stand: 23. Oktober 2024
| Nr. |                 | Position | Name                   |
| --- | --------------- | -------- | ---------------------- |
| 1   | Ghana           | TW       | Joe Wollacott          |
| 3   | England         | AB       | Dion Conroy            |
| 4   | England         | MF       | Cameron Bragg          |
| 5   | England         | AB       | Charlie Barker         |
| 6   | Schottland      | MF       | Max Anderson           |
| 7   | England         | MF       | Harry Forster          |
| 8   | Irland          | MF       | Gavan Holohan          |
| 9   | England         | ST       | Will Swan              |
| 10  | England         | MF       | Ronan Darcy            |
| 11  | Zypern Republik | MF       | Jack Roles             |
| 12  | Guinea-Bissau   | MF       | Panutche Camara        |
| 13  | England         | TW       | Ryan Sandford          |
| 14  | England         | ST       | Rushian Hepburn-Murphy |
| 15  | Wales           | ST       | Sonny Fish             |
| 16  | Wales           | TW       | Eddie Beach            |

| Nr. |                    | Position | Name                |
| --- | ------------------ | -------- | ------------------- |
| 18  | Guinea-Bissau      | MF       | Armando Quitirna    |
| 19  | Vereinigte Staaten | MF       | Jeremy Kelly        |
| 20  | England            | AB       | Joy Mukena          |
| 21  | England            | TW       | Jasper Sheik        |
| 22  | England            | ST       | Ade Adeyemo         |
| 23  | England            | MF       | Bradley Ibrahim     |
| 24  | England            | AB       | Toby Mullarkey      |
| 26  | Saint Kitts Nevis  | MF       | Jay Williams        |
| 27  | Marokko            | MF       | Rafiq Khaleel       |
| 28  | England            | AB       | Joah Flint          |
| 29  | England            | ST       | Tola Showunmi       |
| 33  | England            | AB       | Scott Malone        |
|     | England            | ST       | Tyreece John-Jules  |
|     | Nigeria            | AB       | Benjamin Tanimu     |
|     | England            | MF       | Antony Papadopoulos |

## Titel/Trophäen
- Meister Conference National (1): 2011
- Meister Southern League (1): 2004

## Ligazugehörigkeit
- 1896–1901: West Sussex League
- 1901–1951: Mid Sussex League
- 1951–1956: Sussex County League
- 1956–1963: Metropolitan League
- 1963–1969: Southern League, Division One
- 1969–1970: Southern League, Premier Division
- 1970–1971: Southern League, Division One
- 1971–1979: Southern League, Division One South
- 1979–1984: Southern League, Southern Division
- 1984–2004: Southern League, Premier Division
- 2004–2011: Conference National
- 2011–2012: Football League Two
- 2012–2015: Football League One
- 2015–2024: Football League Two / EFL League Two
- 2024–2025: EFL League One
- seit 2025: EFL League Two

## Trainer
- Steve Evans (2007–2012)
- Sean O’Driscoll (2012)
- Richie Barker (2012–2013)
- John Gregory (2013–2014)
- Dean Saunders (2014–2015)
- Mark Yates (2015–2016)
- Dermot Drummy (2016–2017)
- Harry Kewell (2017–2018)
- Gabriele Cioffi (2018–2019)
- John Yems (2019–2022)
- Kevin Betsy (2022)
- Matthew Etherington (2022)
- Scott Lindsey (2023–2024)
- Rob Elliot (2024–2025)
- Scott Lindsey (seit 2025)